# Plagiochila torquescens
Plagiochila torquescens là một loài rêu trong họ Plagiochilaceae. Loài này được Herzog mô tả khoa học đầu tiên.